# Puchar Świata w łyżwiarstwie szybkim 2013/2014
Puchar Świata w łyżwiarstwie szybkim 2013/2014 był 29. edycją tej imprezy. Cykl rozpoczął się w Calgary 8 listopada 2013 roku, a zakończył 16 marca 2014 w Heerenveen.
Puchar Świata rozegrany został w 6 miastach, w 5 krajach, na 3 kontynentach.

## Medaliści zawodów

### Kobiety
| Lp.   | Data                          | Miejscowość                                                   | Konkurencja                                                   | 1 miejsce                                                     | 2 miejsce                                                              | 3 miejsce                                                                |                                                               |
| ----- | ----------------------------- | ------------------------------------------------------------- | ------------------------------------------------------------- | ------------------------------------------------------------- | ---------------------------------------------------------------------- | ------------------------------------------------------------------------ | ------------------------------------------------------------- |
| 1. PŚ | 8–10 listopada 2013           | Calgary                                                       | 500 m (8.11)                                                  | Lee Sang-hwa                                                  | Jenny Wolf                                                             | Wang Beixing                                                             |                                                               |
| 1. PŚ | 8–10 listopada 2013           | Calgary                                                       | 3000 m (8.11)                                                 | Claudia Pechstein                                             | Martina Sáblíková                                                      | Ireen Wüst                                                               |                                                               |
| 1. PŚ | 8–10 listopada 2013           | Calgary                                                       | 500 m (9.11)                                                  | Lee Sang-hwa                                                  | Jenny Wolf                                                             | Wang Beixing                                                             |                                                               |
| 1. PŚ | 8–10 listopada 2013           | Calgary                                                       | 1500 m (9.11)                                                 | Lotte van Beek                                                | Ireen Wüst                                                             | Martina Sáblíková                                                        |                                                               |
| 1. PŚ | 8–10 listopada 2013           | Calgary                                                       | 1000 m (10.11)                                                | Heather Richardson                                            | Lotte van Beek                                                         | Brittany Bowe                                                            |                                                               |
| 1. PŚ | 8–10 listopada 2013           | Calgary                                                       | Bieg drużynowy (10.11)                                        | Holandia Ireen Wüst · Lotte van Beek · Linda de Vries         | Japonia Nana Takagi · Maki Tabata · Ayaka Kikuchi                      | Polska Katarzyna Bachleda-Curuś · Luiza Złotkowska · Katarzyna Woźniak   |                                                               |
| 2. PŚ | 15–17 listopada 2013          | Salt Lake City                                                | 500 m (15.11)                                                 | Lee Sang-hwa                                                  | Wang Beixing                                                           | Heather Richardson                                                       |                                                               |
| 2. PŚ | 15–17 listopada 2013          | Salt Lake City                                                | 3000 m (15.11)                                                | Martina Sáblíková                                             | Claudia Pechstein                                                      | Antoinette de Jong                                                       |                                                               |
| 2. PŚ | 15–17 listopada 2013          | Salt Lake City                                                | 500 m (16.11)                                                 | Lee Sang-hwa                                                  | Heather Richardson                                                     | Olga Fatkulina                                                           |                                                               |
| 2. PŚ | 15–17 listopada 2013          | Salt Lake City                                                | 1500 m (16.11)                                                | Ireen Wüst                                                    | Brittany Bowe                                                          | Heather Richardson                                                       |                                                               |
| 2. PŚ | 15–17 listopada 2013          | Salt Lake City                                                | 1000 m (17.11)                                                | Brittany Bowe                                                 | Heather Richardson                                                     | Ireen Wüst                                                               |                                                               |
| 2. PŚ | 15–17 listopada 2013          | Salt Lake City                                                | Bieg drużynowy (17.11)                                        | Holandia Ireen Wüst · Linda de Vries · Antoinette de Jong     | Kanada Christine Nesbitt · Brittany Schussler · Kali Christ            | Stany Zjednoczone Heather Richardson · Brittany Bowe · Jilleanne Rookard |                                                               |
| 3. PŚ | 29 listopada – 1 grudnia 2013 | Astana                                                        | 500 m (29.11)                                                 | Lee Sang-hwa                                                  | Jenny Wolf                                                             | Nao Kodaira                                                              |                                                               |
| 3. PŚ | 29 listopada – 1 grudnia 2013 | Astana                                                        | 5000 m (29.11)                                                | Martina Sáblíková                                             | Claudia Pechstein                                                      | Yvonne Nauta                                                             |                                                               |
| 3. PŚ | 29 listopada – 1 grudnia 2013 | Astana                                                        | 500 m (30.11)                                                 | Lee Sang-hwa                                                  | Jenny Wolf                                                             | Olga Fatkulina                                                           |                                                               |
| 3. PŚ | 29 listopada – 1 grudnia 2013 | Astana                                                        | 1500 m (30.11)                                                | Brittany Bowe                                                 | Julija Skokowa                                                         | Brittany Schussler                                                       |                                                               |
| 3. PŚ | 29 listopada – 1 grudnia 2013 | Astana                                                        | 1000 m (1.12)                                                 | Heather Richardson                                            | Brittany Bowe                                                          | Olga Fatkulina                                                           |                                                               |
| 4. PŚ | 6–8 grudnia 2013              | Berlin                                                        | 500 m (6.12)                                                  | Lee Sang-hwa                                                  | Olga Fatkulina                                                         | Wang Beixing                                                             |                                                               |
| 4. PŚ | 6–8 grudnia 2013              | Berlin                                                        | 3000 m (6.12)                                                 | Martina Sáblíková                                             | Claudia Pechstein                                                      | Ireen Wüst                                                               |                                                               |
| 4. PŚ | 6–8 grudnia 2013              | Berlin                                                        | 500 m (7.12)                                                  | Olga Fatkulina                                                | Wang Beixing                                                           | Heather Richardson                                                       |                                                               |
| 4. PŚ | 6–8 grudnia 2013              | Berlin                                                        | 1500 m (7.12)                                                 | Ireen Wüst                                                    | Katarzyna Bachleda-Curuś                                               | Lotte van Beek                                                           |                                                               |
| 4. PŚ | 6–8 grudnia 2013              | Berlin                                                        | 1000 m (8.12)                                                 | Heather Richardson                                            | Brittany Bowe                                                          | Olga Fatkulina                                                           |                                                               |
| 4. PŚ | 6–8 grudnia 2013              | Berlin                                                        | Bieg drużynowy (8.12)                                         | Holandia Ireen Wüst · Jorien ter Mors · Marrit Leenstra       | Polska Katarzyna Bachleda-Curuś · Luiza Złotkowska · Natalia Czerwonka | Korea Południowa Noh Seon-yeong · Kim Bo-reum · Yang Shin-Young          |                                                               |
|       | 11–12 stycznia 2014           | 111. mistrzostwa Europy w wieloboju 2014 – Hamar              | 111. mistrzostwa Europy w wieloboju 2014 – Hamar              | 111. mistrzostwa Europy w wieloboju 2014 – Hamar              | 111. mistrzostwa Europy w wieloboju 2014 – Hamar                       | 111. mistrzostwa Europy w wieloboju 2014 – Hamar                         | 111. mistrzostwa Europy w wieloboju 2014 – Hamar              |
|       | 18–19 stycznia 2014           | 45. Mistrzostwa świata w wieloboju sprinterskim 2014 – Nagano | 45. Mistrzostwa świata w wieloboju sprinterskim 2014 – Nagano | 45. Mistrzostwa świata w wieloboju sprinterskim 2014 – Nagano | 45. Mistrzostwa świata w wieloboju sprinterskim 2014 – Nagano          | 45. Mistrzostwa świata w wieloboju sprinterskim 2014 – Nagano            | 45. Mistrzostwa świata w wieloboju sprinterskim 2014 – Nagano |
|       | 8–23 lutego 2014              | XXII Zimowe Igrzyska Olimpijskie 2014 – Soczi                 | XXII Zimowe Igrzyska Olimpijskie 2014 – Soczi                 | XXII Zimowe Igrzyska Olimpijskie 2014 – Soczi                 | XXII Zimowe Igrzyska Olimpijskie 2014 – Soczi                          | XXII Zimowe Igrzyska Olimpijskie 2014 – Soczi                            | XXII Zimowe Igrzyska Olimpijskie 2014 – Soczi                 |
| 5. PŚ | 7–9 marca 2014                | Inzell                                                        | 500 m (7.03)                                                  | Heather Richardson                                            | Judith Hesse                                                           | Olga Fatkulina                                                           |                                                               |
| 5. PŚ | 7–9 marca 2014                | Inzell                                                        | 1500 m (7.03)                                                 | Ireen Wüst                                                    | Lotte van Beek                                                         | Brittany Bowe                                                            |                                                               |
| 5. PŚ | 7–9 marca 2014                | Inzell                                                        | 500 m (8.03)                                                  | Heather Richardson                                            | Olga Fatkulina                                                         | Jenny Wolf                                                               |                                                               |
| 5. PŚ | 7–9 marca 2014                | Inzell                                                        | 3000 m (8.03)                                                 | Ireen Wüst                                                    | Martina Sáblíková                                                      | Yvonne Nauta                                                             |                                                               |
| 5. PŚ | 7–9 marca 2014                | Inzell                                                        | 1000 m (9.03)                                                 | Heather Richardson                                            | Brittany Bowe                                                          | Olga Fatkulina                                                           |                                                               |
| 5. PŚ | 7–9 marca 2014                | Inzell                                                        | Start masowy (9.03)                                           | Claudia Pechstein                                             | Janneke Ensing                                                         | Irene Schouten                                                           |                                                               |
| 6. PŚ | 14–16 marca 2014              | Heerenveen                                                    | 1500 m (14.03)                                                | Ireen Wüst                                                    | Lotte van Beek                                                         | Julija Skokowa                                                           |                                                               |
| 6. PŚ | 14–16 marca 2014              | Heerenveen                                                    | Start masowy (14.03)                                          | Francesca Lollobrigida                                        | Irene Schouten                                                         | Ivanie Blondin                                                           |                                                               |
| 6. PŚ | 14–16 marca 2014              | Heerenveen                                                    | 3000 m (15.03)                                                | Annouk van der Weijden                                        | Yvonne Nauta                                                           | Olga Graf                                                                |                                                               |
| 6. PŚ | 14–16 marca 2014              | Heerenveen                                                    | 500 m (15.03)                                                 | Olga Fatkulina                                                | Heather Richardson                                                     | Nao Kodaira                                                              |                                                               |
| 6. PŚ | 14–16 marca 2014              | Heerenveen                                                    | 500 m (16.03)                                                 | Olga Fatkulina                                                | Jenny Wolf                                                             | Heather Richardson                                                       |                                                               |
| 6. PŚ | 14–16 marca 2014              | Heerenveen                                                    | 1000 m (16.03)                                                | Ireen Wüst                                                    | Margot Boer                                                            | Lotte van Beek                                                           |                                                               |
| 6. PŚ | 14–16 marca 2014              | Heerenveen                                                    | Bieg drużynowy (16.03)                                        | Holandia Lotte van Beek · Marrit Leenstra · Linda de Vries    | Polska Katarzyna Bachleda-Curuś · Natalia Czerwonka · Luiza Złotkowska | Japonia Ayaka Kikuchi · Maki Tabata · Nana Takagi                        |                                                               |
|       | 22–23 marca 2014              | 108. mistrzostwa świata w wieloboju 2014 – Heerenveen         | 108. mistrzostwa świata w wieloboju 2014 – Heerenveen         | 108. mistrzostwa świata w wieloboju 2014 – Heerenveen         | 108. mistrzostwa świata w wieloboju 2014 – Heerenveen                  | 108. mistrzostwa świata w wieloboju 2014 – Heerenveen                    | 108. mistrzostwa świata w wieloboju 2014 – Heerenveen         |

#### Klasyfikacje
| Lp. | Zawodnik           | Punkty |
| --- | ------------------ | ------ |
| 1.  | Olga Fatkulina     | 810    |
| 2.  | Heather Richardson | 810    |
| 3.  | Lee Sang-hwa       | 700    |
| 4.  | Jenny Wolf         | 683    |
| 5.  | Nao Kodaira        | 547    |
| 6.  | Wang Beixing       | 430    |
| 7.  | Margot Boer        | 418    |
| 8.  | Thijsje Oenema     | 361    |
| 9.  | Judith Hesse       | 336    |
| 10. | Brittany Bowe      | 284    |

| Lp. | Zawodnik           | Punkty |
| --- | ------------------ | ------ |
| 1.  | Heather Richardson | 480    |
| 2.  | Brittany Bowe      | 410    |
| 3.  | Olga Fatkulina     | 320    |
| 4.  | Lotte van Beek     | 208    |
| 5.  | Margot Boer        | 191    |
| 6.  | Lee Sang-hwa       | 155    |
| 7.  | Karolina Erbanová  | 145    |
| 8.  | Nao Kodaira        | 140    |
| 9.  | Julija Skokowa     | 123    |
| 10. | Ireen Wüst         | 110    |

| Lp. | Zawodnik                 | Punkty |
| --- | ------------------------ | ------ |
| 1.  | Ireen Wüst               | 530    |
| 2.  | Lotte van Beek           | 430    |
| 3.  | Brittany Bowe            | 389    |
| 4.  | Julija Skokowa           | 343    |
| 5.  | Marrit Leenstra          | 242    |
| 6.  | Katarzyna Bachleda-Curuś | 215    |
| 7.  | Jekatierina Łobyszewa    | 204    |
| 8.  | Ida Njåtun               | 181    |
| 9.  | Olga Graf                | 165    |
| 10. | Monique Angermüller      | 155    |

| Lp. | Zawodnik                 | Punkty |
| --- | ------------------------ | ------ |
| 1.  | Martina Sáblíková        | 550    |
| 2.  | Claudia Pechstein        | 416    |
| 3.  | Yvonne Nauta             | 326    |
| 4.  | Olga Graf                | 274    |
| 5.  | Jorien Voorhuis          | 245    |
| 6.  | Ireen Wüst               | 240    |
| 7.  | Katarzyna Bachleda-Curuś | 237    |
| 8.  | Antoinette de Jong       | 225    |
| 9.  | Annouk van der Weijden   | 224    |
| 10. | Ida Njåtun               | 221    |

| Lp. | Zawodnik               | Punkty |
| --- | ---------------------- | ------ |
| 1.  | Francesca Lollobrigida | 200    |
| 2.  | Irene Schouten         | 190    |
| 3.  | Janneke Ensing         | 155    |
| 4.  | Ivanie Blondin         | 150    |
| 5.  | Mariska Huisman        | 150    |
| 6.  | Claudia Pechstein      | 145    |
| 7.  | Maria Lamb             | 80     |
| 8.  | Jelena Peeters         | 68     |
| 9.  | Masako Hozumi          | 68     |
| 10. | Saskia Alusalu         | 28     |

| Lp. | Zawodnik          | Punkty |
| --- | ----------------- | ------ |
| 1.  | Holandia          | 300    |
| 2.  | Polska            | 195    |
| 3.  | Kanada            | 190    |
| 4.  | Japonia           | 180    |
| 5.  | Korea Południowa  | 160    |
| 6.  | Rosja             | 155    |
| 7.  | Stany Zjednoczone | 150    |
| 8.  | Norwegia          | 110    |
| 9.  | Chiny             | 85     |
| 10. | Niemcy            | 72     |

### Mężczyźni
| Lp.   | Data                         | Miejscowość                                                   | Konkurencja                                                   | 1 miejsce                                                     | 2 miejsce                                                         | 3 miejsce                                                                   |                                                               |
| ----- | ---------------------------- | ------------------------------------------------------------- | ------------------------------------------------------------- | ------------------------------------------------------------- | ----------------------------------------------------------------- | --------------------------------------------------------------------------- | ------------------------------------------------------------- |
| 1. PŚ | 8–10 listopada 2013          | Calgary                                                       | 500 m (8.11)                                                  | Ronald Mulder                                                 | Mo Tae-bum                                                        | Jamie Gregg                                                                 |                                                               |
| 1. PŚ | 8–10 listopada 2013          | Calgary                                                       | 1500 m (8.11)                                                 | Koen Verweij                                                  | Shani Davis                                                       | Kjeld Nuis                                                                  |                                                               |
| 1. PŚ | 8–10 listopada 2013          | Calgary                                                       | 1000 m (9.11)                                                 | Shani Davis                                                   | Kjeld Nuis                                                        | Brian Hansen                                                                |                                                               |
| 1. PŚ | 8–10 listopada 2013          | Calgary                                                       | Bieg drużynowy (9.11)                                         | Holandia Jan Blokhuijsen · Sven Kramer · Koen Verweij         | Stany Zjednoczone Brian Hansen · Jonathan Kuck · Trevor Marsicano | Korea Południowa Joo Hyung-joon · Lee Seung-hoon · Kim Cheol-min            |                                                               |
| 1. PŚ | 8–10 listopada 2013          | Calgary                                                       | 500 m (10.11)                                                 | Ronald Mulder                                                 | Mo Tae-bum                                                        | Jamie Gregg                                                                 |                                                               |
| 1. PŚ | 8–10 listopada 2013          | Calgary                                                       | 5000 m (10.11)                                                | Sven Kramer                                                   | Jorrit Bergsma                                                    | Lee Seung-hoon                                                              |                                                               |
| 2. PŚ | 15–17 listopada 2013         | Salt Lake City                                                | 500 m (15.11)                                                 | Jōji Katō Gilmore Junio                                       |                                                                   | Michel Mulder                                                               |                                                               |
| 2. PŚ | 15–17 listopada 2013         | Salt Lake City                                                | 1500 m (15.11)                                                | Shani Davis                                                   | Brian Hansen                                                      | Koen Verweij                                                                |                                                               |
| 2. PŚ | 15–17 listopada 2013         | Salt Lake City                                                | 1000 m (16.11)                                                | Shani Davis                                                   | Kjeld Nuis                                                        | Brian Hansen                                                                |                                                               |
| 2. PŚ | 15–17 listopada 2013         | Salt Lake City                                                | Bieg drużynowy (16.11)                                        | Holandia Jan Blokhuijsen · Jorrit Bergsma · Sven Kramer       | Stany Zjednoczone Brian Hansen · Jonathan Kuck · Shani Davis      | Korea Południowa Lee Seung-hoon · Kim Cheol-min · Joo Hyung-joon            |                                                               |
| 2. PŚ | 15–17 listopada 2013         | Salt Lake City                                                | 500 m (17.11)                                                 | Keiichirō Nagashima                                           | Ronald Mulder                                                     | Mo Tae-bum                                                                  |                                                               |
| 2. PŚ | 15–17 listopada 2013         | Salt Lake City                                                | 5000 m (17.11)                                                | Sven Kramer                                                   | Bob de Jong                                                       | Jorrit Bergsma                                                              |                                                               |
| 3. PŚ | 29 listopada -1 grudnia 2013 | Astana                                                        | 1500 m (29.11)                                                | Dienis Juskow                                                 | Koen Verweij                                                      | Zbigniew Bródka                                                             |                                                               |
| 3. PŚ | 29 listopada -1 grudnia 2013 | Astana                                                        | 500 m (30.11)                                                 | Artiom Kuzniecow                                              | Dmitrij Łobkow                                                    | Ronald Mulder                                                               |                                                               |
| 3. PŚ | 29 listopada -1 grudnia 2013 | Astana                                                        | 1000 m (30.11)                                                | Shani Davis                                                   | Mirko Nenzi                                                       | Michel Mulder                                                               |                                                               |
| 3. PŚ | 29 listopada -1 grudnia 2013 | Astana                                                        | 500 m (1.12)                                                  | Keiichirō Nagashima                                           | Mo Tae-bum                                                        | Artiom Kuzniecow                                                            |                                                               |
| 3. PŚ | 29 listopada -1 grudnia 2013 | Astana                                                        | 10 000 m (1.12)                                               | Sven Kramer                                                   | Alexis Contin                                                     | Patrick Beckert                                                             |                                                               |
| 4. PŚ | 6–8 grudnia 2013             | Berlin                                                        | 500 m (6.12)                                                  | Michel Mulder                                                 | Mo Tae-bum                                                        | Keiichirō Nagashima                                                         |                                                               |
| 4. PŚ | 6–8 grudnia 2013             | Berlin                                                        | 1500 m (6.12)                                                 | Joey Mantia                                                   | Zbigniew Bródka                                                   | Dienis Juskow                                                               |                                                               |
| 4. PŚ | 6–8 grudnia 2013             | Berlin                                                        | 1000 m (7.12)                                                 | Mo Tae-bum                                                    | Michel Mulder                                                     | Shani Davis                                                                 |                                                               |
| 4. PŚ | 6–8 grudnia 2013             | Berlin                                                        | Bieg drużynowy (7.12)                                         | Holandia Douwe de Vries · Jan Blokhuijsen · Koen Verweij      | Korea Południowa Kim Cheol-min · Lee Seung-hoon · Joo Hyung-joon  | Polska Zbigniew Bródka · Konrad Niedźwiedzki · Jan Szymański                |                                                               |
| 4. PŚ | 6–8 grudnia 2013             | Berlin                                                        | 500 m (8.12)                                                  | Mo Tae-bum                                                    | Jōji Katō                                                         | Michel Mulder                                                               |                                                               |
| 4. PŚ | 6–8 grudnia 2013             | Berlin                                                        | 5000 m (8.12)                                                 | Jorrit Bergsma                                                | Jan Blokhuijsen                                                   | Lee Seung-hoon                                                              |                                                               |
|       | 11–12 stycznia 2014          | 111. mistrzostwa Europy w wieloboju 2014 – Hamar              | 111. mistrzostwa Europy w wieloboju 2014 – Hamar              | 111. mistrzostwa Europy w wieloboju 2014 – Hamar              | 111. mistrzostwa Europy w wieloboju 2014 – Hamar                  | 111. mistrzostwa Europy w wieloboju 2014 – Hamar                            | 111. mistrzostwa Europy w wieloboju 2014 – Hamar              |
|       | 18–19 stycznia 2014          | 45. Mistrzostwa świata w wieloboju sprinterskim 2014 – Nagano | 45. Mistrzostwa świata w wieloboju sprinterskim 2014 – Nagano | 45. Mistrzostwa świata w wieloboju sprinterskim 2014 – Nagano | 45. Mistrzostwa świata w wieloboju sprinterskim 2014 – Nagano     | 45. Mistrzostwa świata w wieloboju sprinterskim 2014 – Nagano               | 45. Mistrzostwa świata w wieloboju sprinterskim 2014 – Nagano |
|       | 8–23 lutego 2014             | XXII Zimowe Igrzyska Olimpijskie 2014 – Soczi                 | XXII Zimowe Igrzyska Olimpijskie 2014 – Soczi                 | XXII Zimowe Igrzyska Olimpijskie 2014 – Soczi                 | XXII Zimowe Igrzyska Olimpijskie 2014 – Soczi                     | XXII Zimowe Igrzyska Olimpijskie 2014 – Soczi                               | XXII Zimowe Igrzyska Olimpijskie 2014 – Soczi                 |
| 5. PŚ | 7–9 marca 2014               | Inzell                                                        | 5000 m (7.03)                                                 | Jorrit Bergsma                                                | Sverre Lunde Pedersen                                             | Patrick Beckert                                                             |                                                               |
| 5. PŚ | 7–9 marca 2014               | Inzell                                                        | 500 m (8.03)                                                  | Ronald Mulder                                                 | Gilmore Junio                                                     | Nico Ihle                                                                   |                                                               |
| 5. PŚ | 7–9 marca 2014               | Inzell                                                        | 1000 m (8.03)                                                 | Shani Davis                                                   | Stefan Groothuis                                                  | Brian Hansen                                                                |                                                               |
| 5. PŚ | 7–9 marca 2014               | Inzell                                                        | Start masowy (8.03)                                           | Arjan Stroetinga                                              | Bart Swings                                                       | Bob de Vries                                                                |                                                               |
| 5. PŚ | 7–9 marca 2014               | Inzell                                                        | 500 m (9.03)                                                  | Jan Smeekens                                                  | Nico Ihle                                                         | Michel Mulder                                                               |                                                               |
| 5. PŚ | 7–9 marca 2014               | Inzell                                                        | 1500 m (9.03)                                                 | Brian Hansen                                                  | Denny Morrison                                                    | Koen Verweij                                                                |                                                               |
| 6. PŚ | 14–16 marca 2014             | Heerenveen                                                    | 1000 m (14.03)                                                | Denny Morrison                                                | Shani Davis                                                       | Kjeld Nuis                                                                  |                                                               |
| 6. PŚ | 14–16 marca 2014             | Heerenveen                                                    | Start masowy (14.03)                                          | Bob de Vries                                                  | Maarten Swings                                                    | Bram Smallenbroek                                                           |                                                               |
| 6. PŚ | 14–16 marca 2014             | Heerenveen                                                    | 1500 m (15.03)                                                | Dienis Juskow                                                 | Koen Verweij                                                      | Zbigniew Bródka                                                             |                                                               |
| 6. PŚ | 14–16 marca 2014             | Heerenveen                                                    | 500 m (15.03)                                                 | Ronald Mulder                                                 | Jan Smeekens                                                      | Gilmore Junio                                                               |                                                               |
| 6. PŚ | 14–16 marca 2014             | Heerenveen                                                    | Bieg drużynowy (15.03)                                        | Holandia Jan Blokhuijsen · Jan Blokhuijsen · Douwe de Vries   | Polska Zbigniew Bródka · Konrad Niedźwiedzki · Jan Szymański      | Norwegia Håvard Bøkko · Håvard Holmefjord Lorentzen · Sverre Lunde Pedersen |                                                               |
| 6. PŚ | 14–16 marca 2014             | Heerenveen                                                    | 5000 m (16.03)                                                | Jorrit Bergsma                                                | Jan Blokhuijsen                                                   | Aleksandr Rumiancew                                                         |                                                               |
| 6. PŚ | 14–16 marca 2014             | Heerenveen                                                    | 500 m (16.03)                                                 | Jan Smeekens                                                  | Ronald Mulder                                                     | Michel Mulder                                                               |                                                               |
|       | 22–23 marca 2014             | 108. mistrzostwa świata w wieloboju 2014 – Heerenveen         | 108. mistrzostwa świata w wieloboju 2014 – Heerenveen         | 108. mistrzostwa świata w wieloboju 2014 – Heerenveen         | 108. mistrzostwa świata w wieloboju 2014 – Heerenveen             | 108. mistrzostwa świata w wieloboju 2014 – Heerenveen                       | 108. mistrzostwa świata w wieloboju 2014 – Heerenveen         |

#### Klasyfikacje
| Lp. | Zawodnik         | Punkty |
| --- | ---------------- | ------ |
| 1.  | Ronald Mulder    | 782    |
| 2.  | Michel Mulder    | 728    |
| 3.  | Jan Smeekens     | 655    |
| 4.  | Mo Tae-bum       | 527    |
| 5.  | Artiom Kuzniecow | 471    |
| 6.  | Gilmore Junio    | 457    |
| 7.  | Jesper Hospes    | 442    |
| 8.  | Tucker Fredricks | 440    |
| 9.  | Dmitrij Łobkow   | 428    |
| 10. | Nico Ihle        | 425    |

| Lp. | Zawodnik            | Punkty |
| --- | ------------------- | ------ |
| 1.  | Shani Davis         | 590    |
| 2.  | Denny Morrison      | 344    |
| 3.  | Kjeld Nuis          | 305    |
| 4.  | Michel Mulder       | 300    |
| 5.  | Koen Verweij        | 253    |
| 6.  | Brian Hansen        | 246    |
| 7.  | Dienis Kuzin        | 207    |
| 8.  | Stefan Groothuis    | 193    |
| 9.  | Mo Tae-bum          | 173    |
| 10. | Håvard H. Lorentzen | 173    |

| Lp. | Zawodnik              | Punkty |
| --- | --------------------- | ------ |
| 1.  | Koen Verweij          | 440    |
| 2.  | Dienis Juskow         | 430    |
| 3.  | Shani Davis           | 401    |
| 4.  | Zbigniew Bródka       | 386    |
| 5.  | Brian Hansen          | 245    |
| 6.  | Sverre Lunde Pedersen | 214    |
| 7.  | Denny Morrison        | 210    |
| 8.  | Mark Tuitert          | 186    |
| 9.  | Konrad Niedźwiedzki   | 186    |
| 10. | Kjeld Nuis            | 183    |

| Lp. | Zawodnik              | Punkty |
| --- | --------------------- | ------ |
| 1.  | Jorrit Bergsma        | 500    |
| 2.  | Patrick Beckert       | 311    |
| 3.  | Sven Kramer           | 300    |
| 4.  | Sverre Lunde Pedersen | 265    |
| 5.  | Jan Blokhuijsen       | 263    |
| 6.  | Douwe de Vries        | 244    |
| 7.  | Lee Seung-hoon        | 230    |
| 8.  | Aleksandr Rumiancew   | 213    |
| 9.  | Bob de Jong           | 206    |
| 10. | Bart Swings           | 198    |

| Lp. | Zawodnik             | Punkty |
| --- | -------------------- | ------ |
| 1.  | Bob de Vries         | 220    |
| 2.  | Arjan Stroetinga     | 175    |
| 3.  | Bart Swings          | 170    |
| 4.  | Maarten Swings       | 148    |
| 5.  | Bram Smallenbroek    | 123    |
| 6.  | Christijn Groeneveld | 105    |
| 7.  | Patrick Meek         | 90     |
| 8.  | Andrea Giovannini    | 72     |
| 9.  | Felix Rijhnen        | 56     |
| 10. | Brian Hansen         | 45     |

| Lp. | Zawodnik          | Punkty |
| --- | ----------------- | ------ |
| 1.  | Holandia          | 450    |
| 2.  | Stany Zjednoczone | 280    |
| 3.  | Norwegia          | 270    |
| 4.  | Polska            | 265    |
| 5.  | Korea Południowa  | 220    |
| 6.  | Kanada            | 135    |
| 7.  | Niemcy            | 120    |
| 8.  | Francja           | 120    |
| 9.  | Rosja             | 120    |
| 10. | Włochy            | 90     |

## Wyniki Polaków

### Kobiety
| Zawodniczka              | Konkurencja | Calgary 8.11 | Calgary 9.11 | Calgary 10.11 | Salt Lake City 15.11 | Salt Lake City 16.11 | Salt Lake City 17.11 | Astana 29.11 | Astana 30.11 | Astana 1.12 | Berlin 6.12 | Berlin 7.12 | Berlin 8.12 | Inzell 7.3 | Inzell 8.3 | Inzell 9.3 | Heerenveen 14.3 | Heerenveen 15.3 | Heerenveen 16.3 |
| ------------------------ | ----------- | ------------ | ------------ | ------------- | -------------------- | -------------------- | -------------------- | ------------ | ------------ | ----------- | ----------- | ----------- | ----------- | ---------- | ---------- | ---------- | --------------- | --------------- | --------------- |
| Katarzyna Bachleda-Curuś | 1000 metrów |              |              | –             |                      |                      | 12.B                 |              |              | –           |             |             | –           |            |            |            |                 |                 |                 |
| Katarzyna Bachleda-Curuś | 1500 metrów |              | 11.A         |               |                      | 6.A                  |                      |              | 16.A         |             |             | 2.A         |             |            |            |            |                 |                 |                 |
| Katarzyna Bachleda-Curuś | 3000 metrów | 8.A          |              |               | 7.A                  |                      |                      |              |              |             | 4.A         |             |             |            |            |            |                 |                 |                 |
| Katarzyna Bachleda-Curuś | 5000 metrów |              |              |               |                      |                      |                      | 8.A          |              |             |             |             |             |            |            |            |                 |                 |                 |
| Natalia Czerwonka        | 1000 metrów |              |              | 12.B          |                      |                      | –                    |              |              | 5.B         |             |             | –           |            |            |            |                 |                 |                 |
| Natalia Czerwonka        | 1500 metrów |              | –            |               |                      | 1.B                  |                      |              | 15.A         |             |             | 17.A        |             |            |            |            |                 |                 |                 |
| Natalia Czerwonka        | 3000 metrów | 9.B          |              |               | 7.B                  |                      |                      |              |              |             | 2.B         |             |             |            |            |            |                 |                 |                 |
| Natalia Czerwonka        | 5000 metrów |              |              |               |                      |                      |                      | 16.B         |              |             |             |             |             |            |            |            |                 |                 |                 |
| Katarzyna Woźniak        | 1500 metrów |              | –            |               |                      | 18.B                 |                      |              | 14.B         |             |             | 17.B        |             |            |            |            |                 |                 |                 |
| Katarzyna Woźniak        | 3000 metrów | 4.B          |              |               | 16.A                 |                      |                      |              |              |             | 13.B        |             |             |            |            |            |                 |                 |                 |
| Katarzyna Woźniak        | 5000 metrów |              |              |               |                      |                      |                      | 27.B         |              |             |             |             |             |            |            |            |                 |                 |                 |
| Luiza Złotkowska         | 1000 metrów |              |              | 4.B           |                      |                      | 20.A                 |              |              | –           |             |             | –           |            |            |            |                 |                 |                 |
| Luiza Złotkowska         | 1500 metrów |              | 14.A         |               |                      | 13.A                 |                      |              | 5.A          |             |             | 10.A        |             |            |            |            |                 |                 |                 |
| Luiza Złotkowska         | 3000 metrów | 1.B          |              |               | 9.A                  |                      |                      |              |              |             | 12.A        |             |             |            |            |            |                 |                 |                 |
| Luiza Złotkowska         | 5000 metrów |              |              |               |                      |                      |                      | 12.A         |              |             |             |             |             |            |            |            |                 |                 |                 |

### Mężczyźni
| Zawodnik               | Konkurencja   | Calgary 8.11 | Calgary 9.11 | Calgary 10.11 | Salt Lake City 15.11 | Salt Lake City 16.11 | Salt Lake City 17.11 | Astana 29.11 | Astana 30.11 | Astana 1.12 | Berlin 6.12 | Berlin 7.12 | Berlin 8.12 | Inzell 7.3 | Inzell 8.3 | Inzell 9.3 | Heerenveen 14.3 | Heerenveen 15.3 | Heerenveen 16.3 |
| ---------------------- | ------------- | ------------ | ------------ | ------------- | -------------------- | -------------------- | -------------------- | ------------ | ------------ | ----------- | ----------- | ----------- | ----------- | ---------- | ---------- | ---------- | --------------- | --------------- | --------------- |
| Maciej Biega           | 500 metrów    | 33.          |              | 32.B          | 26.B                 |                      | 28.B                 |              | 18.B         | 18.B        | 19.B        |             | 17.B        |            |            |            |                 |                 |                 |
| Maciej Biega           | 1000 metrów   |              | –            |               |                      | –                    |                      |              | –            |             |             | 9.B         |             |            |            |            |                 |                 |                 |
| Maciej Biega           | 1500 metrów   | 33.          |              |               | 30.B                 |                      |                      | 23.B         |              |             | –           |             |             |            |            |            |                 |                 |                 |
| Zbigniew Bródka        | 1000 metrów   |              | 12.B         |               |                      | 4.B                  |                      |              | 11.A         |             |             | –           |             |            |            |            |                 |                 |                 |
| Zbigniew Bródka        | 1500 metrów   | 8.A          |              |               | 6.A                  |                      |                      | 3.A          |              |             | 2.A         |             |             |            |            |            |                 |                 |                 |
| Roland Cieślak         | 1500 metrów   | –            |              |               | 31.B                 |                      |                      | –            |              |             | –           |             |             |            |            |            |                 |                 |                 |
| Roland Cieślak         | 5000 metrów   |              |              | 28.B          |                      |                      | 32.B                 |              |              |             |             |             | 21.B        |            |            |            |                 |                 |                 |
| Roland Cieślak         | 10 000 metrów |              |              |               |                      |                      |                      |              |              | 19.B        |             |             |             |            |            |            |                 |                 |                 |
| Sebastian Druszkiewicz | 5000 metrów   |              |              | 17.B          |                      |                      | 18.B                 |              |              |             |             |             | 22.B        |            |            |            |                 |                 |                 |
| Sebastian Druszkiewicz | 10 000 metrów |              |              |               |                      |                      |                      |              |              | 25.B        |             |             |             |            |            |            |                 |                 |                 |
| Konrad Niedźwiedzki    | 500 metrów    | –            |              | 28.B          | –                    |                      | –                    |              | –            | –           | –           |             | –           |            |            |            |                 |                 |                 |
| Konrad Niedźwiedzki    | 1000 metrów   |              | 9.B          |               |                      | 1.B                  |                      |              | 5.A          |             |             | –           |             |            |            |            |                 |                 |                 |
| Konrad Niedźwiedzki    | 1500 metrów   | 7.A          |              |               | 9.A                  |                      |                      | 10.A         |              |             | 7.A         |             |             |            |            |            |                 |                 |                 |
| Konrad Niedźwiedzki    | 5000 metrów   |              |              | –             |                      |                      | 14.B                 |              |              |             |             |             | –           |            |            |            |                 |                 |                 |
| Artur Nogal            | 500 metrów    | 24.B         |              | –             | 20.B                 |                      | 16.B                 |              | 12.B         | 4.B         | 14.B        |             | 9.B         |            |            |            |                 |                 |                 |
| Jan Szymański          | 1500 metrów   | 14.A         |              |               | –                    |                      |                      | DSQ          |              |             | 1.B         |             |             |            |            |            |                 |                 |                 |
| Jan Szymański          | 5000 metrów   |              |              | 9.B           |                      |                      | –                    |              |              |             |             |             | 4.B         |            |            |            |                 |                 |                 |
| Jan Szymański          | 10 000 metrów |              |              |               |                      |                      |                      |              |              | 9.B         |             |             |             |            |            |            |                 |                 |                 |
| Artur Waś              | 500 metrów    | 16.A         |              | 20.A          | 10.B                 |                      | 6.B                  |              | –            | –           | 2.B         |             | 7.B         |            |            |            |                 |                 |                 |